# Фантађира
Фантађира је 1999. године шпанско-италијанска анимирана телевизијска серија базирана на италијанској серији фантазија Фантађира. Израдио га је BRB Internacional са анимацијом у продукцији Colorland Animation, коју су написали Францеска Меландри, Ђовани Ромоли и Ламберто Бава, у продукцији Mediaset, Telecinco и Grupo Planeta, уз музику Марка Брадлеија и Тери Вилсона. 75-минутни анимирани филм Фантађира: Потрага за Куорумом уређена заједно помоћу снимака из серије објављена је 2000. године.

## Радња
Серија користи елементе свих пет филмова уживо, који комбинују и преуређују различите догађаје и појављивања ликова. Главна тема у серији је љубав између Фантађира и Ромуалда, која се мења и утиче на све око себе. Главни зликовци у целој серији су Црна Вештица и њен господар, господар зла Даркен, који се појављују из прве епизоде. Различита места и људи који нису били наведени у филмовима добили су имена у адаптацији цртаних филмова, као што су краљевства Туан и Дана, који су Фантађирове и Ромуалдове домаће краљевине.
Серија се врти око авантура Фантађира, најмлађе кћери краља Хадријана из краљевства Туан. Она је храбра и отворена, одбија да буде скромна и послушна као што би све жене требало да буду. У почетку непозната њој, Фантађира је рођен са веома специфичном судбином, која је освојити све зло у земљи. Њена страст потиче од велике љубави према Ромуалду, принцу краљевства Дана. Кроз серију Црни Бич и Даркен покушавају да раздвоје или униште и Фантађира и Ромуалдо.